# Robert Louis Politzer
Robert Louis Politzer (geboren 21. März 1921 in Wien; gestorben 26. Januar 1998 in Stanford, Kalifornien) war ein US-amerikanischer Romanist, Linguist und Fremdsprachendidaktiker österreichischer Herkunft.

## Leben und Werk
Politzer floh 1938 vor dem Anschluss Österreichs in die Vereinigten Staaten. Dort studierte er an der Washington University in St. Louis und schloss 1943 ab mit der Masterarbeit The problem of the free or checked development of the tonic vowels in Old French before palatalized L and N. Dann diente er in der US-amerikanischen Armee.
1947 promovierte Politzer bei Mario Pei an der Columbia University mit der Arbeit A Study of the language of eighth century Lombardic documents. A statistical analysis of the Codice paleografico Lombardo (New York 1949). Er lehrte  an der Harvard University, an der University of Washington, sowie von 1955 bis 1963 als Professor of French and Romance Linguistics (und Kollege von Ernst Pulgram) an der University of Michigan in Ann Arbor, schließlich von 1963 bis 1986 an der Stanford University. Dort war er maßgeblich beteiligt am Aufbau des  Stanford Center for Research and Development on Teaching (später Center for Educational Research at Stanford (CERAS)).
Politzer war ein früher Vertreter der Angewandten Linguistik (Applied linguistics).

## Weitere Werke
- (mit Frieda N. Politzer [1920–2006]) Romance trends in 7th and 8th century Latin documents, Chapel Hill 1953
- (mit Mario Pei) Getting along in German. A Holiday magazine language book, New York 1957
- (mit Charles Neff Staubach) Teaching Spanish. A linguistic orientation, Boston 1961, 1965
- Teaching French. An introduction to applied linguistics, New York 1965
- Reading French fluently. A structural approach to French, Englewood Cliffs 1965
- Foreign language learning. A linguistic introduction, Englewood Cliffs 1965, 1970
- (Hrsg.) 3 contes. 2 essais. 1 comédie, Englewood Cliffs 1966
- (mit Michio P. Hagiwara und Jean R. Carduner) L’échelle. Structures essentielles du français, Waltham, Mass. 1966
- Programmed dictionary for “Masterpieces of French literature”, Englewood Cliffs 1966
- Beitrag zur Phonologie der Nonsberger Mundart, Innsbruck 1967 (Nonstal)
- Teaching German. A linguistic orientation, Waltham, Mass. 1968
- Speaking German, Englewood Cliffs 1969
- Reading German fluently, Englewood Cliffs 1969
- (mit Diana E. Bartley) Teaching standard English as a second dialect. Suggested teaching procedures and sample microlessons, Stanford 1970
- Active review of German. A German review grammar, Waltham, Mass. 1971
- Linguistics and applied linguistics. Aims and methods, Philadelphia 1972
- (mit Diana E. Bartley) Practice-centered teacher training. Standard English for speakers of non-standard dialects, Philadelphia 1972
- (mit Frieda N. Politzer) Teaching English as a second language, Lexington 1972, Huntington 1981
- (mit Hector N. Urrutibeheity) Peldaños, Lexington 1972 (Textbook)
- (mit anderen) La France. Une tapisserie. Français et francophonie, New York 1973